# Liste der Präsidenten des Bauernverbands Aargau
Diese Liste zeigt alle Präsidenten des Bauernverbands Aargau (BVA). Der BVA trug früher auch die Namen Aargauische Landwirtschaftliche Gesellschaft (ALG) und Landwirtschaftliche Gesellschaft des Kantons Aargau.

## Präsidenten seit 1838
| Name                       | Amtszeit  | Geboren | Gestorben |
| -------------------------- | --------- | ------- | --------- |
| Johannes Herzog            | 1838–1840 | 1773    | 1840      |
| G. Gehret                  | 1841–1842 |         |           |
| Rudolf Lindenmann          | 1842–1851 | 1808    | 1871      |
| Peter Sutter               | 1852–1854 | 1808    | 1884      |
| Karl Schimpf               | 1855      | 1806    | 1868      |
| G. Gehret                  | 1856–1857 |         |           |
| Rudolf Lindenmann          | 1858–1862 | 1808    | 1871      |
| Augustin Keller            | 1863–1865 | 1805    | 1883      |
| Johann Baptist Wietlisbach | 1866–1868 | 1822    | 1887      |
| Meier                      | 1869      | 1808    | 1871      |
| Johann Baptist Wietlisbach | 1870–1872 | 1822    | 1887      |
| Ludwig Brunner             | 1873–1882 |         |           |
| Martin Vogler              | 1883–1891 | 1830    | 1903      |
| Heinrich Abt               | 1891–1893 | 1854    | 1937      |
| Emil Frey                  | 1894–1896 | 1861    | 1916      |
| Wilhelm Renold             | 1896–1915 | 1844    | 1915      |
| Albert Näf                 | 1915–1941 | 1871    | 1950      |
| Franz Ineichen             | 1941–1952 | 1887    | 1953      |
| Ernst Haldemann-Glur       | 1952–1968 | 1899    | 1995      |
| Ernst Schwarz              | 1969–1972 | 1917    | 1985      |
| Hans Burger                | 1972–1981 | 1914    | 1981      |
| Fritz Ringele              | 1981–1993 |         |           |
| Hansruedi Hess             | 1994–2001 |         |           |
| Andreas Villiger           | 2002–2013 |         |           |
| Alois Huber                | 2013–2021 | 1962    |           |
| Christoph Hagenbuch        | 2021–     | 1985    |           |

## Quelle
- Bauernverband Aargau. In: Archiv für Agrargeschichte.